# Napoléon Gourgaud (1881-1944)
Pour les articles homonymes, voir Gourgaud et Napoléon Gourgaud.
Pour les autres membres de la famille, voir Famille Gourgaud.
 (août 2017).
Si vous disposez d'ouvrages ou d'articles de référence ou si vous connaissez des sites web de qualité traitant du thème abordé ici, merci de compléter l'article en donnant les références utiles à sa vérifiabilité et en les liant à la section « Notes et références ».
Le baron Napoléon Gourgaud est un collectionneur d'art et mécène français né le 25 août 1881 et mort en août 1944. Il est aussi le « sauveur » de l'Île d'Aix.

## Biographie

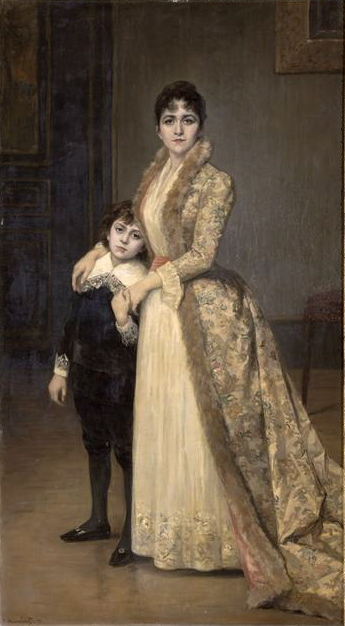
Portrait enfant de Napoléon Gourgaud (1881-1944) avec sa mère la baronne Gourgaud, née Henriette Chevreau (1889).

Marie-Amédée-Henri-Napoléon Gourgaud est le fils du baron Napoléon Gourgaud (1857-1918), le petit-fils du baron Napoléon Gourgaud (1823-1879) et du ministre Henri Chevreau (1827-1905), et l'arrière-petit-fils du général Gaspard Gourgaud, qui fut compagnon de Napoléon Ier en exil à Sainte-Hélène.
Il posséda le château de la Grange à Yerres et son domaine de 1 200 hectares, que ses héritiers conservèrent jusqu'en 1990.
Le 25 septembre 1917 il épouse la riche héritière américaine Eva Gebhard (1876-1959), fille unique du banquier américain William Henri Gebhard et de Cora Wilkinson (1854-1928), qui fut l'institutrice de sa nièce avant de devenir sa maîtresse, et qu'il épousa le 10 décembre 1875.
Le couple vivra à Paris dans un hôtel particulier loué à la famille de Sainte-Croix, au 77 rue de Lille dans lequel il achète et accumule avec la fortune de son épouse de remarquables collections de tableaux d'impressionnistes et de peintures modernes, tel que les portraits de la baronne par Matisse et par Marie Laurencin fin 1922 , et surtout beaucoup de mobilier, objets d'art et bijoux de prix, principalement du Premier Empire; sur ce dernier portrait, voir le témoignage écrit de René Gimpel dans son Journal d'un collectionneur marchand de tableaux (Calmann-Lévy, 1963, p.p. 219 et 220).
« Très tôt le baron amoureux de l’Empire rencontre Élie Fabius. En 1911 déjà, il achète un dessin représentant la tête de Napoléon. Dans les décennies qui suivent il dépense des sommes remarquables plus de 8 000 francs d'époque pour la seule année 1937 et enrichir son musée napoléonien acheté en 1926: objets divers, statuettes de l’Empereur en céramique, 43 pipes et des assiettes à son effigie, une pendule dorée séditieuse « Napoléon en Sylla », un flambeau en bronze orné d’un aigle avec plaque en lithophanie le représentant, deux lampes à huile provenant de la chapelle ardente de La Belle Poule (1834) en 1840, etc. Élie fera quelques dons au musée. »  
Gabriel-Louis Pringué l'évoque ainsi : « Le baron fut tout sa vie un mécène, un artiste, un hôte délicat et affectueux, dont le physique aristocratique et la conversation spirituelle charmait ».
Le baron Gourgaud fut maire de l'île d'Aix de 1932 à 1937, et jusqu'à sa mort en 1944 membre assidu très actif de l'Association des Charentais de Paris « La Cagouille ».

### Le Musée napoléonien de l'île d'Aix
Deux articles du journaliste d'origine saintongeaise Pierre Chanlaine parus dans Le Matin le 1er mai 1925 et dans L'Illustration, celui-ci l'ayant vu, détaille l'état de la bâtisse, et demande que la maison du commandant de la place soit classée et sauvée de l'oubli. Ce dernier alerte Yvon Delbos, sous-secrétaire d'État aux Beaux-Arts. Entre-temps le baron Napoléon Gourgaud, séjournant à l'époque à Cannes, ayant lu l'article, contacte rapidement Pierre Chanlaine, et le 4 juillet suivant est constituée la Société des Amis de l'île d'Aix, dont il est le président-fondateur, le vice-président étant le duc de Trévise, par ailleurs président de la Société pour la Sauvegarde pour l'Art Français; cette association est devenue la Fondation Gourgaud. 
Le 25 septembre 1925 l'ancienne maison du commandant de la place est classée Monument historique avant d'être acquise en décembre 1926 par les Gourgaud qui la transforment, avec plusieurs personnalités locales, dont le baron Coudein, en un Musée napoléonien ; ils y rassemblent des meubles et objets de l'époque napoléonienne ainsi que de nombreux dons de souvenirs de l'Empereur, qu'il enrichissent d'archives, de collections et d'objets personnels.

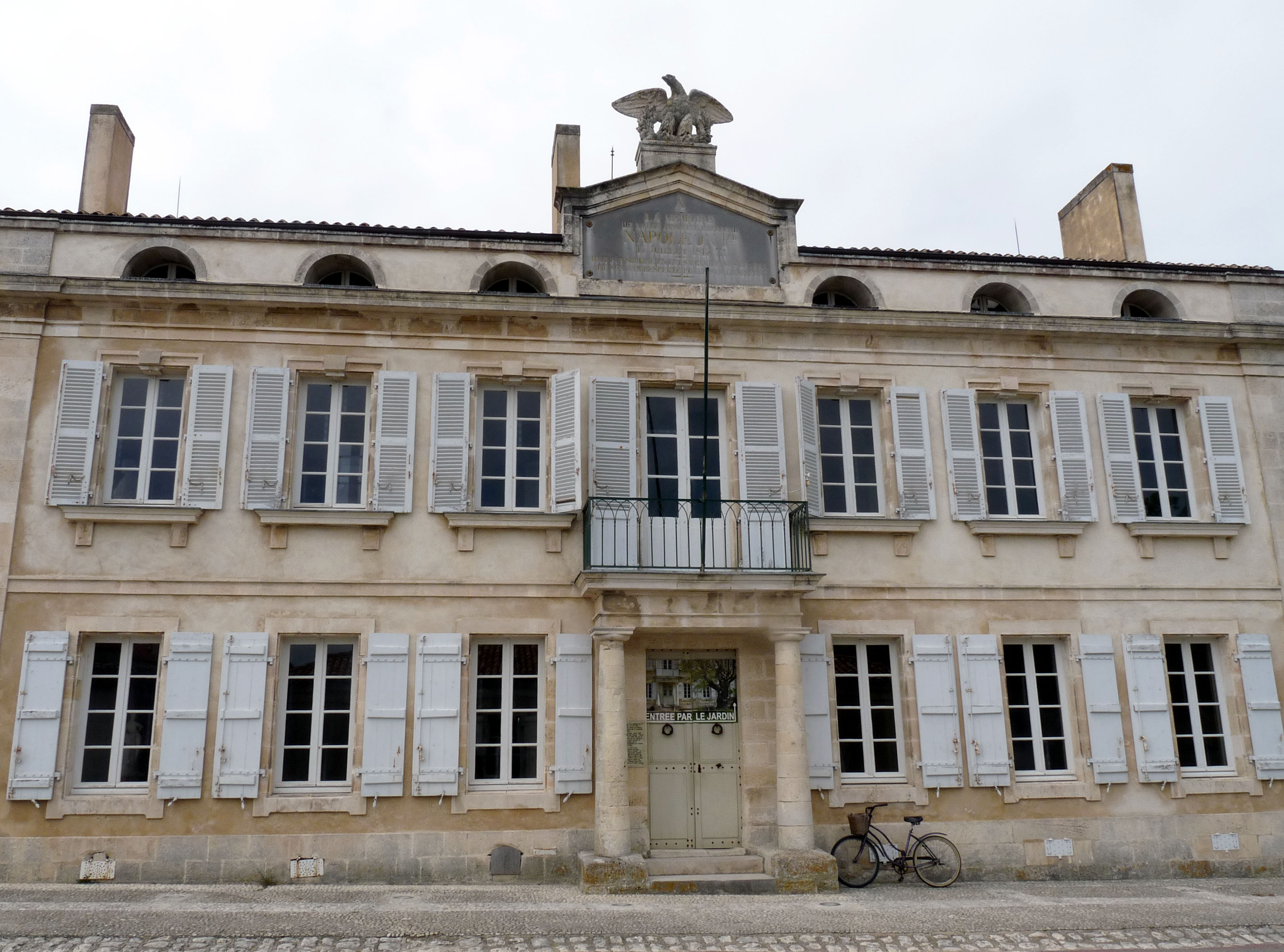
L'ancienne maison du commandant de la place transformée en Musée napoléonien par le Baron Gourgaud façade sur rue.

Le musée de l’Île d'Aix ouvre au public le 1er juillet 1928 et est inauguré le 16 septembre par Édouard Herriot venu spécialement  qui est ministre de l'Instruction Publique et des Beaux-Arts.
Les Gourgaud, qui divorceront en 1939 (pour des raisons fiscales selon Pincemaille (op. cit.) légueront l'immeuble aux musées de l'État avec une réserve d'usufruit en 1933 et vont acheter la quasi-totalité des maisons du village pour y loger les habitants de l'île, où ils disposent d'une résidence, « La Maison Rose », dominée par un petit belvédère vers le Sud, sur le garde-corps duquel on peut lire l'inscription sibylline « Jane's tooth. 
De juillet 1940 à fin 1942, ils louèrent à des cousins éloignés du baron le château de l'Herbaudière à Salles-sur-Mer (17), où la baronne préleva et emporta deux pièces importantes des riches collections napoléoniennes de son mari : l'épée portée par Bonaparte pendant la première campagne d' Italie, et le sabre du général Gourgaud.
Le baron mourut sans descendance de la maladie de Parkinson le 30 août 1944, et son ex-épouse le 14 juillet 1959, l'un et l'autre au château de La Grange.
Le musée napoléonien de l'Ile d'Aix est aujourd'hui géré par le Conservatoire des châteaux de Malmaison et de Bois-Préau. 
Son neveu et héritier, Napoléon Gourgaud du Taillis (1922-2010), présida de 1983 à 1997 l'association Le Souvenir Napoléonien puis, à la suite du legs de Martial Lapeyre, fut un des cofondateurs en novembre 1987 de la Fondation Napoléon, dont il fut le premier président de 1987 à 2005, puis le président d'honneur.

### Le Musée africain de l'île d'Aix
Dans le village, face au musée napoléonien, dans la rue Napoléon, le Musée Africain, ouvert en 1933, rassemble les collections d'objets issues des chasses et safaris africains du Baron Gourgaud qui chassa avec entre autres le baron suédois Bor Blixen. Il abrite également le dromadaire d'Arabie naturalisé du général Bonaparte qu'il aurait monté, lors de sa Campagne d'Egypte et bien d'autres animaux africains, objets, tambours et armes de guerre africaines.

### Donations aux Musées Nationaux
Le baron Napoléon Gourgaud lègua aux Musées Nationaux français - par l’intermédiaire de sa veuve, disparue en 1959 - une quarantaine de tableaux de Corot, Delacroix, Ingres, Monet, Renoir, Cézanne, Van Gogh, Seurat, Picasso, Léger, Bonnard, Braque et Matisse. Ce dernier décora une page de l’album amicorum du couple exposé dans le musée charentais de l'île d'Aix créé par le collectionneur, et peignit un portrait de la baronne exposé au Musée de Grenoble.

### Hommages posthumes
De 1961 à 1992, une vedette à passagers de la "Régie Départementale des Passages d'Eaux" de la Charente-Maritime assurant la liaison Fouras / Île d'Aix pendant 31 ans, porta le nom de « BARON GOURGAUD », en hommage à cet homme d'allure aristocratique, grand mécène, bon et fortuné, qui fit avec sa femme beaucoup de choses pour l'île d'Aix et sa région.
En 2015, avec le soutien de la  Région, du centre Pompidou, des musées de l'Ile d'Aix et de la fondation Matisse,  les cinéastes Marie-Dominique Montel et Christopher Jones réalisèrent le film « NAPO ET EVA, les GOURGAUD, mécènes des années folles » (documentaire-52 minutes) pour France 3 et la chaîne Histoire.